# Argathona parca
Argathona parca är en kräftdjursart som beskrevs av Hale 1940. Argathona parca ingår i släktet Argathona och familjen Corallanidae. Inga underarter finns listade i Catalogue of Life.